# ラストドラフト
ラストドラフト（欧字名:Last Draft、2016年3月11日 - ）は、日本の競走馬。2019年の京成杯の勝ち馬である。
馬名の意味は「小説の最終草稿。完成版」。

## 戦績

### デビュー前
2016年3月11日、北海道千歳市の社台ファームで誕生。母マルセリーナはディープインパクトの初年度産駒で、2011年の桜花賞で父に種牡馬として初のGIタイトルをもたらした。本馬はその初年度産駒である。一口馬主法人「社台サラブレッドクラブ」より総額5,000万円（1口125万円×40口）で募集された。育成中も速めの調教を開始してからは常にスタッフの想定を超える時計をマークするなど、動きの良さが目立っていた。

### 2歳（2018年）
美浦・戸田博文厩舎に入厩し、2018年11月25日の新馬戦（東京芝1800m）でデビューし、上がり3F33秒1の決め手を発揮して新馬勝ちする。

### 3歳（2019年）
2戦目は年明けの京成杯に4番人気で出走。好スタートを決まると2番手追走から4コーナーで先頭に立ち、最後は2着ランフォザローゼスに1馬身1/4差をつけて快勝。キャリア1戦での勝利はレース史上初で、父ノヴェリストにとってはニ世代目にして産駒初の重賞制覇となった。また、母マルセリーナを管理した松田博資元調教師はゴール後すぐに戸田調教師に祝福の電話をかけた。
3戦目は弥生賞に2番手で出走。騎乗は田辺裕信に乗り替わる。初めて逃げる競馬となり最後は力尽き7着。連勝は2で止まる。次走は皐月賞に挑戦、中団から競馬をするも7着と敗退。その後、脚部不安により6か月休養。休養明けとなったオクトーバーステークスは1番人気に支持されるも8着。次走、中日新聞杯は中団から伸びたものの、サトノガーネットにアタマ差交わされ2着となる。

### 4歳（2020年）
4歳初戦はアメリカジョッキークラブカップ。上がり2位のタイムで追い込むも3着。初の関東圏以外でのレースとなった金鯱賞は5着。その後、半年間休養し、ケフェウスステークスは2番人気で出走。前目でレースを運ぶも8着。続くアルゼンチン共和国杯は6番人気と人気を落とすも、中団から上がり2位で追い込み2着となる。

### 5歳（2021年）
前年と同じく年明け初戦となったアメリカジョッキークラブカップは中団から追い込み0.1秒差の3着に入る。続く日経賞は後方から末脚が決まらず8着に敗れる。その後は休養が長引き春、夏は全休、毎日王冠で復帰したが最下位の13着と大敗した。その後は天皇賞（秋）に進み8着、中日新聞杯は9着とそれぞれ敗れた。

### 6歳（2022年）
3年連続で年明け初戦はアメリカジョッキークラブカップを選択したが10着に終わった。その後春は3走、秋は有馬記念を含めて3走したが、オクトーバーステークス（リステッド競走）の2着が最高で勝利を挙げることができなかった。

### 7歳（2023年）
明け7歳を迎えた2023年は阪神競馬場で行われた京都記念から始動、さらに目黒記念、エプソムカップと3走したがいずれも大敗した。その後は七夕賞を目指していたが、右前肢深管部分に故障が判明し放牧に出され、再び長期休養に入った。

### 8歳（2024年）
障害戦への転向を目指すこととなり、4月の障害試験に合格。5月12日、新潟競馬場で上野翔を鞍上に迎え11カ月ぶりに復帰し、京成杯以来約5年4カ月ぶりの勝利を挙げるが、以後の出走はなく、半年後の11月1日付で競走馬登録を抹消された。引退後は千葉県香取市の北総乗馬クラブで乗馬となる。

## 競走成績
以下の内容は、JBISサーチおよびnetkeiba.comに基づく。
| 競走日     | 競馬場 | 競走名          | 格   | 距離（馬場）  | 頭 数 | 枠 番 | 馬 番 | オッズ （人気） | 着順 | タイム （上がり3F） | 着差 | 騎手          | 斤量 [kg] | 1着馬（2着馬）         | 馬体重 [kg] |
| ---------- | ------ | --------------- | ---- | ------------- | ----- | ----- | ----- | --------------- | ---- | ------------------- | ---- | ------------- | --------- | ---------------------- | ----------- |
| 2018.11.25 | 東京   | 2歳新馬         |      | 芝1800m（良） | 11    | 2     | 2     | 002.50（1人）   | 01着 | R1:49.6（33.1）     | -0.0 | 0C.ルメール   | 55        | （ヒシイグアス）       | 454         |
| 2019.01.14 | 中山   | 京成杯          | GIII | 芝2000m（良） | 12    | 6     | 7     | 005.10（4人）   | 01着 | R2:01.2（35.3）     | -0.2 | 0C.ルメール   | 56        | （ランフォザローゼス） | 456         |
| 0000.03.03 | 中山   | 弥生賞          | GII  | 芝2000m（重） | 10    | 1     | 1     | 002.90（2人）   | 07着 | R2:04.0（37.7）     | -0.7 | 0田辺裕信     | 56        | メイショウテンゲン     | 452         |
| 0000.04.14 | 中山   | 皐月賞          | GI   | 芝2000m（良） | 18    | 6     | 11    | 067.8（10人）   | 07着 | R1:59.0（34.8）     | -0.9 | 0A.シュタルケ | 57        | サートゥルナーリア     | 452         |
| 0000.10.21 | 東京   | オクトーバーS   | L    | 芝2000m（良） | 13    | 7     | 10    | 003.10（1人）   | 08着 | R1:59.9（33.6）     | -0.7 | 0C.ルメール   | 54        | ダイワキャグニー       | 458         |
| 0000.12.07 | 中京   | 中日新聞杯      | GIII | 芝2000m（良） | 16    | 5     | 9     | 006.80（3人）   | 02着 | R1:59.2（33.8）     | -0.0 | 0O.マーフィー | 55        | サトノガーネット       | 458         |
| 2020.01.26 | 中山   | AJCC            | GII  | 芝2200m（稍） | 12    | 2     | 2     | 006.80（4人）   | 03着 | R2:15.5（36.3）     | -0.5 | 0O.マーフィー | 55        | ブラストワンピース     | 464         |
| 0000.03.15 | 中京   | 金鯱賞          | GII  | 芝2000m（良） | 12    | 2     | 2     | 011.40（3人）   | 05着 | R2:02.1（33.5）     | -0.5 | 0吉田隼人     | 56        | サートゥルナーリア     | 460         |
| 0000.09.19 | 中京   | ケフェウスS     | OP   | 芝2000m（良） | 16    | 6     | 12    | 003.80（2人）   | 08着 | R2:00.0（37.2）     | -1.3 | 0川田将雅     | 57        | トリコロールブルー     | 466         |
| 0000.11.08 | 東京   | AR共和国杯      | GII  | 芝2500m（良） | 18    | 1     | 2     | 022.90（6人）   | 02着 | R2:31.8（34.2）     | -0.2 | 0戸崎圭太     | 56        | オーソリティ           | 462         |
| 2021.01.24 | 中山   | AJCC            | GII  | 芝2200m（不） | 17    | 4     | 8     | 014.70（6人）   | 03着 | R2:18.0（37.0）     | -0.1 | 0三浦皇成     | 56        | アリストテレス         | 462         |
| 0000.03.27 | 中山   | 日経賞          | GII  | 芝2500m（良） | 15    | 7     | 13    | 007.90（3人）   | 08着 | R2:34.2（34.7）     | -0.9 | 0三浦皇成     | 56        | ウインマリリン         | 462         |
| 0000.10.10 | 東京   | 毎日王冠        | GII  | 芝1800m（良） | 13    | 3     | 3     | 040.0（11人）   | 13着 | R1:46.1（34.6）     | -1.3 | 0三浦皇成     | 56        | シュネルマイスター     | 468         |
| 0000.10.31 | 東京   | 天皇賞（秋）    | GI   | 芝2000m（良） | 16    | 6     | 12    | 190.4（14人）   | 08着 | R1:58.9（33.6）     | -1.0 | 0三浦皇成     | 58        | エフフォーリア         | 462         |
| 0000.12.11 | 中京   | 中日新聞杯      | GIII | 芝2000m（良） | 18    | 3     | 5     | 008.60（5人）   | 09着 | R2.00.4（34.7）     | -0.6 | 0三浦皇成     | 57        | ショウナンバルディ     | 462         |
| 2022.01.23 | 中山   | AJCC            | GII  | 芝2200m（良） | 14    | 6     | 10    | 015.90（5人）   | 10着 | R2:13.6（36.1）     | -0.9 | 0戸崎圭太     | 56        | キングオブコージ       | 470         |
| 0000.05.08 | 新潟   | 新潟大賞典      | GIII | 芝2000m（良） | 15    | 4     | 6     | 015.80（8人）   | 07着 | R1:58.3（34.5）     | -0.6 | 0三浦皇成     | 56        | レッドガラン           | 470         |
| 0000.05.29 | 東京   | 目黒記念        | GII  | 芝2500m（良） | 18    | 6     | 12    | 066.9（15人）   | 05着 | R2:32.3（34.1）     | -0.2 | 0三浦皇成     | 56        | ボッケリーニ           | 462         |
| 0000.10.16 | 東京   | オクトーバーS   | L    | 芝2000m（良） | 16    | 4     | 8     | 011.80（6人）   | 02着 | R1:58.3（34.1）     | -0.2 | 0三浦皇成     | 58        | ゴールドスミス         | 468         |
| 0000.11.06 | 東京   | AR共和国杯      | GII  | 芝2500m（良） | 18    | 6     | 11    | 012.70（4人）   | 05着 | R2:31.3（33.7）     | -0.2 | 0三浦皇成     | 56        | ブレークアップ         | 468         |
| 0000.12.25 | 中山   | 有馬記念        | GI   | 芝2500m（良） | 16    | 6     | 11    | 215.3（16人）   | 13着 | R2:34.6（37.5）     | -2.2 | 0三浦皇成     | 57        | イクイノックス         | 470         |
| 2023.02.12 | 阪神   | 京都記念        | GII  | 芝2200m（良） | 13    | 2     | 2     | 155.1（12人）   | 10着 | R2:12.5（35.4）     | -1.6 | 0松岡正海     | 57        | ドウデュース           | 468         |
| 0000.05.28 | 東京   | 目黒記念        | GII  | 芝2500m（良） | 18    | 8     | 18    | 068.9（12人）   | 17着 | R2:32.5（35.7）     | -1.7 | 0松岡正海     | 57        | ヒートオンビート       | 472         |
| 0000.06.11 | 東京   | エプソムC       | GIII | 芝1800m（稍） | 17    | 8     | 16    | 141.6（14人）   | 14着 | R1:46.4（35.2）     | -0.9 | 0松岡正海     | 57        | ジャスティンカフェ     | 466         |
| 2024.05.12 | 新潟   | 障害4歳上未勝利 |      | 障2890m（良） | 11    | 7     | 8     | 003.20（1人）   | 01着 | R3:09.2（13.1）     | -0.2 | 0上野翔       | 60        | （アンクルブラック）   | 474         |

1. ↑  障害戦は平均1F

## 血統表
| ラストドラフトの血統                   | ラストドラフトの血統               | ラストドラフトの血統  | （血統表の出典）  | （血統表の出典）  |
| 父系                                   | バーラム系                         | バーラム系            | バーラム系        | [ § 2 ]           |
| 父 *ノヴェリスト Novellist 2009 黒鹿毛 | 父の父Monsun 1990 黒鹿毛           | Königsstuhl           | Dschingis Khan    | Dschingis Khan    |
| 父 *ノヴェリスト Novellist 2009 黒鹿毛 | 父の父Monsun 1990 黒鹿毛           | Königsstuhl           | Konigskronung     |                   |
| 父 *ノヴェリスト Novellist 2009 黒鹿毛 | 父の父Monsun 1990 黒鹿毛           | Mosella               | Surumu            | Surumu            |
| 父 *ノヴェリスト Novellist 2009 黒鹿毛 | 父の父Monsun 1990 黒鹿毛           | Mosella               | Monasia           |                   |
| 父 *ノヴェリスト Novellist 2009 黒鹿毛 | 父の母Night Lagoon 2001 黒鹿毛     | Lagunas               | *イルドブルボン   | *イルドブルボン   |
| 父 *ノヴェリスト Novellist 2009 黒鹿毛 | 父の母Night Lagoon 2001 黒鹿毛     | Lagunas               | Liranga           |                   |
| 父 *ノヴェリスト Novellist 2009 黒鹿毛 | 父の母Night Lagoon 2001 黒鹿毛     | Nenuphar              | Night Shift       | Night Shift       |
| 父 *ノヴェリスト Novellist 2009 黒鹿毛 | 父の母Night Lagoon 2001 黒鹿毛     | Nenuphar              | Narola            |                   |
| 母 マルセリーナ 2008 鹿毛              | 母の父ディープインパクト 2002 鹿毛 | *サンデーサイレンス   | Halo              | Halo              |
| 母 マルセリーナ 2008 鹿毛              | 母の父ディープインパクト 2002 鹿毛 | *サンデーサイレンス   | Wishing Well      |                   |
| 母 マルセリーナ 2008 鹿毛              | 母の父ディープインパクト 2002 鹿毛 | *ウインドインハーヘア | Alzao             | Alzao             |
| 母 マルセリーナ 2008 鹿毛              | 母の父ディープインパクト 2002 鹿毛 | *ウインドインハーヘア | Burghclere        |                   |
| 母 マルセリーナ 2008 鹿毛              | 母の母*マルバイユ Marbye 2000 鹿毛 | Marju                 | *ラストタイクーン | *ラストタイクーン |
| 母 マルセリーナ 2008 鹿毛              | 母の母*マルバイユ Marbye 2000 鹿毛 | Marju                 | Flame of Tara     |                   |
| 母 マルセリーナ 2008 鹿毛              | 母の母*マルバイユ Marbye 2000 鹿毛 | Hambye                | Distant Relative  | Distant Relative  |
| 母 マルセリーナ 2008 鹿毛              | 母の母*マルバイユ Marbye 2000 鹿毛 | Hambye                | Paglietta Gener   |                   |
| 母系(F-No.)                            | 9号族(FN:9-f)                      | 9号族(FN:9-f)         | 9号族(FN:9-f)     | [ § 3 ]           |
| 5代内の近親交配                        | Literat5×5＝6.25%                  | Literat5×5＝6.25%     | Literat5×5＝6.25% | [ § 4 ]           |
| 出典                                   | 1. 2. 3. 4.                        | 1. 2. 3. 4.           | 1. 2. 3. 4.       | 1. 2. 3. 4.       |

- 半弟に2023年の目黒記念を優勝したヒートオンビート（父キングカメハメハ）がいる。
- 母マルセリーナの半弟に2012年のスプリングステークスなど重賞3勝のグランデッツァがいる[12]。
- 祖母マルバイユは仏G1アスタルテ賞の勝ち馬[13]。
- その他の近親に2025年京成杯勝ち馬のニシノエージェント。